# Khoai tây chiên
Khoai tây chiên (tiếng Anh Mỹ: French fries hay fries, tiếng Anh-Anh: chips, tiếng Anh-Ấn: finger chips), là khoai tây chiên giòn cắt thành sợi hoặc hình que.
Khoai tây chiên được phục vụ nóng, mềm hoặc giòn được dùng kèm trong bữa trưa hay bữa tối hoặc riêng lẻ như một món ăn nhẹ và thường có mặt trên thực đơn của thực khách trong cửa hàng đồ ăn nhanh, quán rượu và quán bar.
Món này thường được tẩm muối và tùy thuộc vào quốc gia, có thể được dọn kèm với nước xốt cà chua, giấm, mayonnaise, tương cà chua hoặc các đặc sản địa phương khác.
Khoai tây chiên có gồm nhiều loại ăn kèm hơn như trong một số món như poutine hoặc "chili cheese fries". Loại thái lát có thể được làm từ khoai lang thay vì khoai tây. Một biến thể nướng, khoai tây nướng lò, sử dụng ít dầu hoặc không dầu.

## Cách làm
Khoai tây được gọt vỏ, thái thành lát mỏng dày tùy ý, sau đó ngâm trong nước lạnh đã pha muối khoảng 15 đến 20 phút (ngâm với nước đá lạnh thì càng tốt) để làm sạch mủ có trong khoai tây. Sau đó chúng được vớt để ráo và cho khoai vào nồi luộc và cho thêm một chút muối và đường như vậy sẽ giúp bạn dễ chiên và khoai sẽ giòn hơn. Khi khoai tây đã chín tới ngâm trong nước lạnh khoảng 5 phút, sau đó để ráo nước. Bột chiên giòn pha với nước lạnh, cho một ít bột nêm, bột hồi hoặc quế (nếu có). Quậy đều hỗn hợp trên cho tan, yêu cầu bột hơi sánh (không đặc quá cũng không lỏng quá). Chất lượng của khoai tây chiên phụ thuộc rất nhiều vào việc pha bột.
Cho chảo lên bếp, để chảo nóng rồi cho dầu vào chảo, để dầu chín thì cho khoai tây vào chiên lần thứ nhất. Để lửa nhỏ, không được để cháy. Khoai vừa chín tới, vớt ra ngay, để ráo dầu, nhúng vào bột đã quậy sẵn. Đối với lần chiên thứ 2, để khoai tây chiên giòn lâu, sau khi chiên lần 1, vớt khoai ra, nhỏ vài giọt nước cốt chanh vào dầu trước khi chiên lần 2. Cho khoai tây đã nhúng vào bột chiên lần 2 cho đến lúc thấy bề mặt khoai có màu vàng ươm. Lửa để nhỏ để khoai được chín từ bên trong. Ăn kèm tương ớt hoặc mayonnaise, bơ… tuỳ thích.